# Jipyeong-myeon
Jipyeong-myeon (koreanska: 지평면) är en socken i kommunen Yangpyeong-gun i provinsen Gyeonggi i den norra delen av  Sydkorea, 60 km öster om huvudstaden Seoul.